# Mieczysław Szczudłowski
Mieczysław Justyn Artur Maryan Dołęga Szczudłowski (ur. 2 lutego 1896 we Lwowie, zm. 9 kwietnia 1974 w Warszawie) – podpułkownik dyplomowany pilot Wojska Polskiego, kawaler Orderu Virtuti Militari.

## Życiorys
Syn Wincentego i Klary z domu von Görtz. Uczył się w Gimnazjum Miejskim w Kałuszu, od 1913 roku kontynuował naukę w V Gimnazjum we Lwowie. Od 1910 roku działał w skautingu, był członkiem Polskich Drużyn Strzeleckich. W 1912 roku rozpoczął studia prawnicze na Uniwersytecie Jagiellońskim.

### I wojna światowa
Po wybuchu I wojny światowej wstąpił w sierpniu 1914 roku do Legionu Wschodniego, a we wrześniu do Legionu Zachodniego. W grudniu zaciągnął się do 30. pułku piechoty armii Austro-Węgier i został skierowany do szkoły oficerskiej w Nagyvarad. W kwietniu 1915 roku został przeniesiony do 80. pułku piechoty.
W lipcu 1916 roku przeszedł dwumiesięczny kurs obserwatorów lotniczych w Wiener-Neustadt, po jego ukończeniu powrócił do służby w macierzystej jednostce. Na stopień podporucznika został mianowany ze starszeństwem z 1 listopada 1916 w korpusie oficerów piechoty. W listopadzie 1916 roku został ciężko ranny na froncie włoskim i do kwietnia 1917 roku przechodził rekonwalescencję. Po wyjściu ze szpitala został skierowany na kurs do szkoły oficerów zawodowych w Sankt Peter, po jego ukończeniu powrócił do służby na froncie włoskim. W listopadzie 1917 roku został po raz kolejny ranny i do końca marca 1918 roku przebywał w szpitalu. Po powrocie do służby otrzymał przydział do jednostek motorowych, 20 maja 1918 roku został przeniesiony do 1. batalionu motorowo-kolarskiego, walczącego na froncie włoskim. 1 września 1918 roku otrzymał przydział do szkoły pilotów w Wiener Neustadt, gdzie miał rozpocząć naukę od 15 listopada 1918 roku.

### II Rzeczpospolita
Rozpad państwa austro-węgierskiego uniemożliwił mu rozpoczęcie nauki w szkole lotniczej. Powrócił do odrodzonej Polski i w październiku 1918 roku wziął udział w przejmowaniu lotnisk w Przemyślu i Krakowie. 6 listopada rozpoczął służbę w krakowskiej I bojowej eskadrze lotniczej, następnie został przeniesiony do II bojowej eskadry lotniczej walczącej w obronie Lwowa podczas wojny polsko-ukraińskiej. Następnie pełnił obowiązki komendanta Stacji Lotniczej w Przemyślu.
W kwietniu 1919 roku otrzymał przydział do 9. eskadry wywiadowczej, gdzie dowodził oddziałem wydzielonym prowadzącym rozpoznanie w rejonie Śląska Cieszyńskiego podczas wojny polsko-czechosłowackiej. Pod koniec kwietnia powrócił do służby w 9. eskadrze wywiadowczej i na froncie ukraińskim w rejonie Sambora i Stryja wykonał piętnaście lotów bojowych. Od lipca został wycofany z latania bojowego i skierowany do I Niższej Szkoły Pilotów w Krakowie, wznowił też przerwane studia prawnicze na UJ. Następnie został skierowany na przeszkolenie do Wyższej Szkoły Pilotów w Poznaniu, które ukończył 20 marca 1920 roku.
Po ukończeniu szkolenia otrzymał przydział do 2. eskadry wielkopolskiej i walczył w jej składzie w kampanii 1920 roku. W trakcie walk brał udział w wielu lotach rozpoznawczych, szturmowych i wykonywał ataki bombowe na oddziały Armii Czerwonej.
Po zakończeniu działań wojennych powrócił na studia prawnicze na UJ, w 1921 roku ukończył kurs dowódców dyonów i został mianowany dowódcą 5. eskadry wywiadowczej w Poznaniu. W maju 1922 roku został zastępcą dowódcy VII dywizjonu wywiadowczego. We wrześniu 1922 roku wziął udział w I Krajowym Locie Okrężnym, podczas którego zwyciężył w konkursie precyzji lądowania. W klasyfikacji generalnej Konkursu zajął czwarte miejsce.
W 1923 roku został mianowany p.o. dowódcy VII dywizjonu wywiadowczego, a 28 grudnia tego roku został oficerem taktycznym 3. pułku lotniczego. W 1924 roku odbył kurs doskonalący w Rembertowie, po którym został mianowany na oficera wyszkolenia 3 pl. 16 kwietnia 1925 roku został mianowany dowódcą II dywizjonu lotniczego. 25 stycznia 1927 roku przeszedł na stanowisko dowódcy I dywizjonu lotniczego.
W grudniu 1929 roku, po ukończeniu kursu próbnego i odbyciu stażu liniowego, został powołany na dwuletni kurs 1929/31 w Wyższej Szkole Wojennej w Warszawie. Z dniem 1 września 1931 roku, po ukończeniu kursu i otrzymaniu dyplomu naukowego oficera dyplomowanego, został przeniesiony do 1 pułku lotniczego w Warszawie na stanowisko dowódcy I dywizjonu. W tym czasie ukończył dodatkowo kurs wyższych dowódców lotniczych, kurs obrony przeciwlotniczej w Modlinie i kurs szybowcowy w Wojskowym Obozie Szybowcowym w Ustjanowej. Z dniem 30 czerwca 1934 roku, po uzyskaniu prawa do pełnego uposażenia emerytalnego, został przeniesiony w stan spoczynku.

### II wojna światowa
We wrześniu 1939 roku został przywrócony do czynnej służby wojskowej. Otrzymał przydział do IV Grupy Ochotniczej i brał udział w obronie Warszawy. Został członkiem Związku Walki Zbrojnej, we wrześniu 1941 roku został aresztowany w Zamościu przez Gestapo, został odbity w styczniu 1942 roku. Ukrył się na Kielecczyźnie, został członkiem Słowackiego Komitetu Narodowego oraz zorganizował konspiracyjny kurs szybowcowy. Następnie powrócił do okupowanej Warszawy, gdzie objął stanowisko inspektora wyszkolenia bojowego Armii Krajowej oraz prowadził zajęcia w tajnej szkole oficerskiej na Czerniakowie. W powstaniu warszawskim walczył w szeregach AK w V Obwodzie Warszawskiego Okręgu Armii Krajowej na odcinku Sadyba-Mokotów. Został ranny, wyszedł z Warszawy z ludnością cywilną. Przebywał w szpitalu w Częstochowie, skąd uciekł i ukrył się w Kielcach.

### Polska Rzeczpospolita Ludowa
W styczniu 1945 roku wstąpił do Wojska Polskiego, otrzymał przydział do 15. samodzielnego zapasowego pułku lotniczego w Radomiu. Od maja 1945 roku wykładał taktykę lotnictwa w Wojskowej Szkole Pilotów w Dęblinie, później był wykładowcą w Centrum Wyszkolenia Piechoty w Rembertowie.
W styczniu 1946 roku został przeniesiony do 17. pułku lotnictwa łącznikowego. W czerwcu przeszedł do Oddziału Wyszkolenia Bojowego w Dowództwie Wojsk Lotniczych, od maja 1947 roku został szefem komórki odpowiedzialnej za opracowywanie i wydawanie podręczników i regulaminów lotnictwa wojskowego, samodzielnie opracował też podręcznik maskowania lotnisk. W maju 1947 roku został przeniesiony do Sztabu Generalnego Wojska Polskiego. 15 lutego 1950 roku został przeniesiony w stan spoczynku.

## Działalność sportowo-społeczna

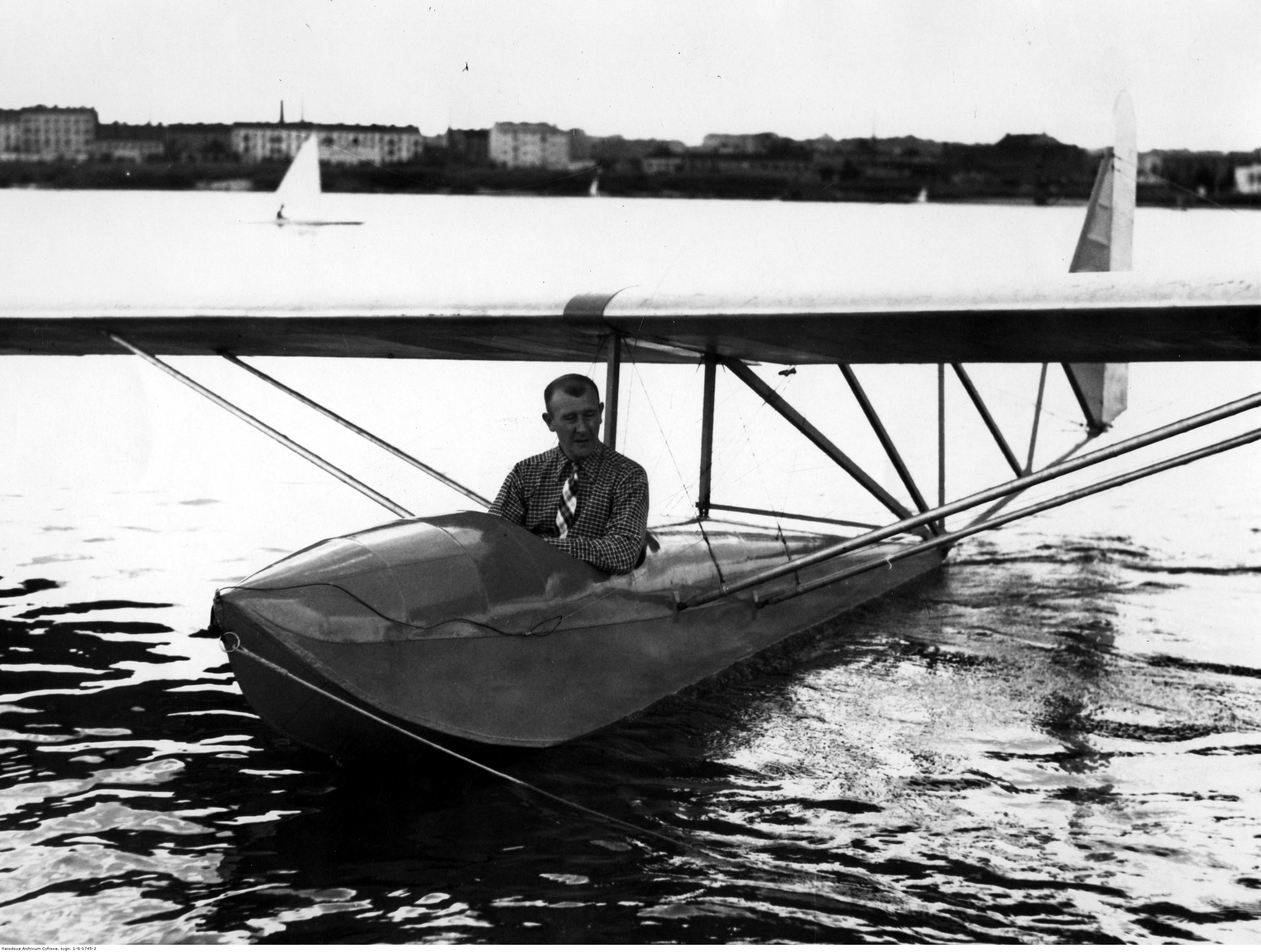
Mieczysław Szczudłowski w wodnoszybowcu MT-1 podczas prób na Wiśle

16-17 września 1922 roku wziął udział w I Krajowym Locie Okrężnym o Puchar Ministra Spraw Wojskowych na trasie Warszawa – Lwów – Kraków – Poznań – Warszawa. Zdobył puchar miasta Poznania za najkrótszy czas przelotu i „Srebrną tekę” za precyzję lądowania w Warszawie. W 1924 roku był jednym z założycieli Towarzystwa Komunikacyjnego Aero w Poznaniu. Publikował również artykuły o tematyce lotniczej oraz, w ramach Ligi Obrony Powietrznej i Przeciwgazowej, zajmował się popularyzacją lotnictwa.
Po odejściu z wojska w 1935 roku związał się z lotnictwem cywilnym. W Państwowym Urzędzie Wychowania Fizycznego i Przysposobienia Wojskowego w Warszawie objął stanowisko kierownika sportów specjalnych (Lotniczego Przysposobienia wojskowego, samolotowego, szybowcowego). W maju 1936 roku brał udział w oblotach wodnoszybowca MT-1. Latem 1936 roku w morskim dywizjonie lotniczym w Pucku prowadził próbny kurs pilotażu tego wodnoszybowca.
Zorganizował dwanaście klubów szybowcowych, m.in. w Poznaniu, Warszawie, Wilnie, Tarnopolu, Okuniewie i Zakopanem oraz Klub Szybowcowy Pocztowej Kasy Oszczędności. Brał udział w wielu zawodach lotniczych w kraju jako komisarz sportowy.
W 1945 roku przez trzy miesiące pełnił obowiązki redaktora naczelnego „Skrzydlatej Polski”, w reaktywowanym Aeroklubie Rzeczypospolitej Polskiej zasiadał w Zarządzie ARP, był w nim komisarzem sportowym. Od 1954 roku jako specjalista lotniczy był zatrudniony w Terenowej Obronie Przeciwlotniczej, w 1956 roku został członkiem Komisji Historycznej Aeroklubu. W 1959 roku został członkiem Klubu Seniorów Lotnictwa, należał do Związku Bojowników o Wolność i Demokrację, był też członkiem Związku Inwalidów Wojennych.
Był autorem książek:
- Ostatni lot Klin-Boma i inne opowiadania,
- Zarys historji samolotów i balonów,
- Sępy powietrza: egzotyka,
- Wiadomości o lotnictwie dla przysposobienia wojskowego.

Ponadto publikował artykuły poświęcone tematyce lotniczej na łamach „Polskiej Floty Napowietrznej”, „Lotnika”, „Pilota”, „Żołnierza Wielkopolskiego”, „Lotu Polskiego”, „Przeglądu Lotniczego” i „Skrzydlatej Polski”.
Był tłumaczem z łaciny, greki, niemieckiego i angielskiego, na emeryturze pracował w Sądzie Okręgowym w Warszawie jako tłumacz przysięgły. Władał również językiem rosyjskim i włoskim.

## Ordery i odznaczenia
W czasie swej służby otrzymał odznaczenia:
- Krzyż Srebrny Orderu Wojennego Virtuti Militari,
- Krzyż Walecznych (dwukrotnie),
- Krzyż Kawalerski Orderu Odrodzenia Polski,
- Złoty Krzyż Zasługi,
- Brązowy Krzyż Zasługi,
- Medal Dziesięciolecia Odzyskanej Niepodległości,
- Medal Pamiątkowy za Wojnę 1918–1921,
- Gwiazda Przemyśla z Mieczami,
- Polowa Odznaka Pilota nr 17 – 11 listopada 1928 roku „za loty bojowe nad nieprzyjacielem w czasie wojny 1918-1920”[19],
- Odznaka Grunwaldzka,
- Medal Pamiątkowy Aeroklubu Rzeczypospolitej Polskiej,
- Odznaka Zasłużonego Działacza Lotnictwa Sportowego,
- Signum Laudis,
- Srebrny Medal Waleczności 2 klasy[20],
- Brązowy Medal Waleczności[20],
- Krzyż Wojskowy Karola[20].

## Życie prywatne i upamiętnienie
Był mężem Janiny Sętorek, miał troje dzieci: Albertynę Ewę, Krzysztofa i Julię Marię. Został pochowany na cmentarzu wilanowskim. Jego nazwisko zostało upamiętnione na pomniku „Barykada Września 1939”.